# Hadrodactylus flavofacialis
Hadrodactylus flavofacialis är en stekelart som beskrevs av Horstmann 2000. Hadrodactylus flavofacialis ingår i släktet Hadrodactylus och familjen brokparasitsteklar. Arten är reproducerande i Sverige. Inga underarter finns listade i Catalogue of Life.